# Bohdan Bòndarev
Bohdan Oleksàndrovitx Bòndarev (en ucraïnès Богдан Олександрович Бондарев; en rus Богдан Александрович Бондарев; Donetsk, 2 de juny de 1974) va ser un ciclista ucraïnès professional del 2001 al 2007 i posteriorment director esportiu.
Del seu palmarès destaca una medalla de plata al Campionat del món de Persecució per equips.

## Palmarès en pista

### Resultats a laCopa del Món en pista
- 1997
  - 1r a Quartu Sant'Elena, en Persecució per equips

## Palmarès en ruta
- 1999
  - 1r a la Polònia-Ucraïna
- 2000
  - Vencedor d'una etapa al Bałtyk-Karkonosze Tour
  - Vencedor d'una etapa a la Cursa de la Solidaritat Olímpica
- 2001
  - Vencedor de 2 etapes a la Cursa de la Pau
  - Vencedor d'una etapa al Małopolski Wyścig Górski
  - Vencedor d'una etapa a la Volta a Polònia
- 2002
  - 1r al Memorial Andrzej Trochanowski
  - Vencedor d'una etapa a la Szlakiem Grodów Piastowskich
  - Vencedor d'una etapa al Bałtyk-Karkonosze Tour
- 2003
  - Vencedor d'una etapa a la Szlakiem Grodów Piastowskich
  - Vencedor d'una etapa a la Dookoła Mazowsza
- 2004
  - 1r a la Cursa de la Solidaritat Olímpica i vencedor d'una etapa
- 2005
  - Vencedor d'una etapa al Bałtyk-Karkonosze Tour
- 2001
  - Vencedor de 2 etapes a la Volta al llac Qinghai

### Resultats al Giro d'Itàlia
- 2003. Fora de control (18a etapa)